# Concepción (Paraguai)
Concepción é uma cidade e capital do departamento de Concepción, no Paraguai. Está localizada na margem esquerda do rio Paraguai, 400 quilômetros ao norte de Assunção.
Concepción conta com 76.378 habitantes no total, sendo 38.092 homens e 38.286 mulheres, segundo informações da Dirección General de Estadísticas, Encuestas y Censos.

## História e urbanização
Foi fundada em 1773 pelo então governador da província, Agustín Fernando de Pinedo, com o nome de Ascensión, sendo rapidamente rebatizada como Villa Real de Concepción e, mais tarde, com o nome atual. A partir de 1880 passou por uma grande fase de desenvolvimento. Foi colonizada por imigrantes italianos, sírios-libaneses e catalãos que deram impulso comercial ao distrito. A partir de 1990, teve seu patrimônio tombado.
A cidade de Concepción é uma das principais referências históricas da colonização na região nordeste do Paraguai, servindo como porta de entrada para o impenetrável Chaco. Possui ruas tranquilas, moldadas por construções em estilo itálico, trazido pelos imigrantes que aqui chegaram em meados de 1900. Prédios como a antiga sede dos Correios, o Forte Militar, o Palácio Municipal, o Mercado Público e os monumentos a Maria Auxiliadora e ao Índio, são alguns dos principais atrativos da área central, complementados por um Museu ao Ar Livre com exposição de objetos dos séculos XIX e XX.

## Economia e turismo
Em frente à cidade está a Ilha de Chaco’i, destino de barcos e canoas no final da tarde, para que os observadores da natureza possam contemplar as revoadas de pássaros e o magnífico pôr-do-sol espelhado nas águas do rio Paraguai. Em razão da pureza dos rios nestas desabitadas paragens do norte, diversas praias de areias claras e águas límpidas destacam-se nos arredores de Concepción, como na vila de Belén (30 km), às margens do rio Ypané, cortada pela passagem do Trópico de Capricórnio. Algumas atrações:
- Museo del Cuartel de Villarreal
- Museo al Aire Libre
- Imagen de la Inmaculada Concepción
- Catedral con el altar de Carlos Colombino
- Iglesia de San José
- Pintoresco Mercado

O calendário de eventos é variado em Concepción, com os principais festivais folclóricos e exposições ocorrendo no mês de setembro. Alguns eventos:
- Em junho, ocorre a famosa San Juan Ára, nos dias 22 e 23.
- O aniversario da fundacão é em 31 de Maio
- Inmaculada Concepción
- Expo Norte - setembro

## Infraestrutura
Por sua localização à beira-rio, Concepción abriga um importante porto fluvial, escala obrigatória para os barcos de carga e passageiros que descem as águas do rio Paraguai, vindos do Brasil ou das localidades mais ao norte.
Partindo de Asunción, há três formas de chegar até Concepción: de carro, pela Ruta Transchaco (412 km) ou pelas rodovias II e III (500 km); de ônibus, em trajeto que demora cerca de dez horas; ou de barco, em passeios turísticos organizados pelas agências da capital paraguaia. Por ser uma cidade relativamente isolada, a opção de estadia é pequena, com hotéis de duas ou três estrelas.

## Galeria de fotos

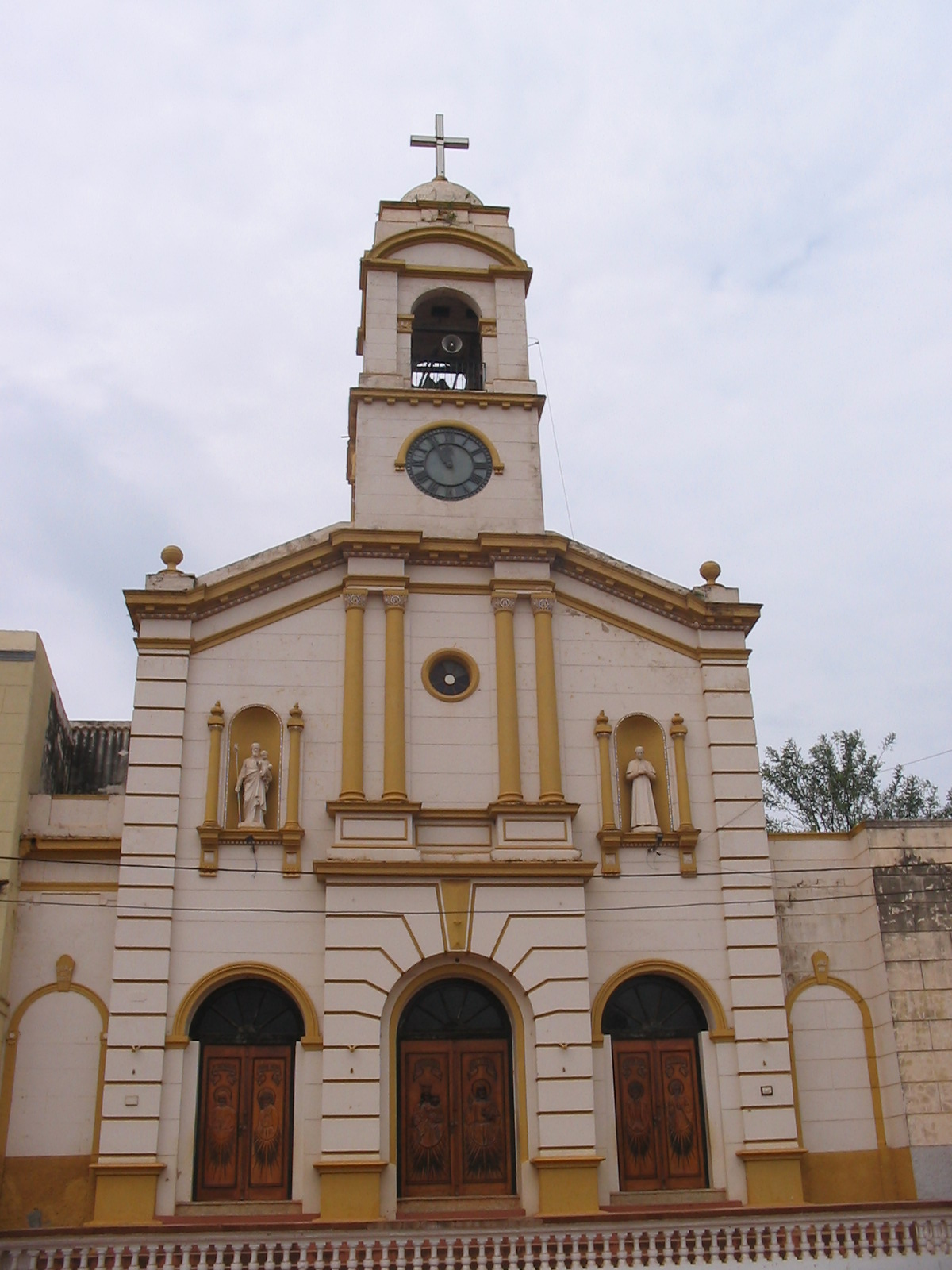
Igreja Católica de Concepción

## Transporte
O município de Concepción é servido pelas seguintes rodovias:
- Ruta 05, que liga a localidade de Pozo Colorado - zona rural do municípío de Villa Hayes (Departamento de Presidente Hayes) -  à cidade de Ponta Porã (Mato Grosso do Sul) - (BR-463)
- Caminho em pavimento ligando o município à cidade de San Lázaro [1][2][3]